# برنهارد گوتزکه
برنهارد گوتزکه (انگلیسی: Bernhard Goetzke؛ ۵ ژوئن ۱۸۸۴ – ۷ اکتبر ۱۹۶۴) هنرپیشه اهل آلمان بود. وی بین سال‌های ۱۹۱۷ تا ۱۹۶۱ میلادی فعالیت می‌کرد.
از فیلم‌هایی که وی در آن نقش داشته است، می‌توان به نیبه‌لونگ‌ها، عقاب کوهستان، سرنوشت، آخرین روزهای پمپئی و مونت کریستو اشاره کرد.